# Lethrus crenulatus
Lethrus crenulatus är en skalbaggsart som beskrevs av Friedrich-August von Gebler 1845. Lethrus crenulatus ingår i släktet Lethrus och familjen tordyvlar. Inga underarter finns listade i Catalogue of Life.